# Mistrzostwa Europy w Lekkoatletyce 1974 – dziesięciobój mężczyzn

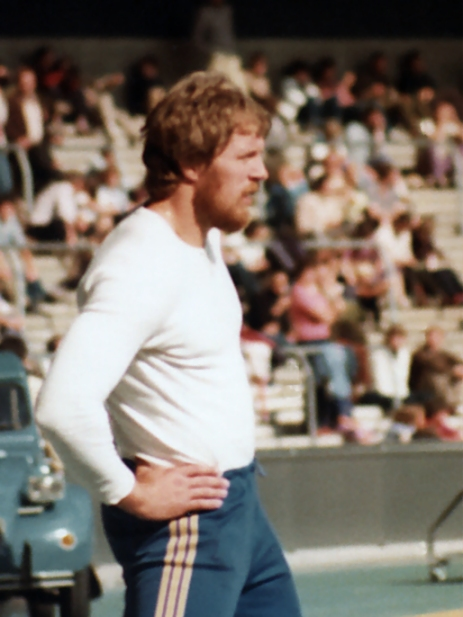
Guido Kratschmer

Dziesięciobój mężczyzn był jedną z konkurencji rozgrywanych podczas XI mistrzostw Europy w Rzymie. Został rozegrany 6 i 7 września 1974 roku. Zwycięzcą tej konkurencji został reprezentant Polski Ryszard Skowronek. W rywalizacji wzięło udział dwudziestu czterech zawodników z czternastu reprezentacji.

## Rekordy
| Rekord świata     | Mykoła Awiłow (SUN) | 8466 (8454) | Monachium, RFN      | 07-08.09.1972 |
| Rekord Europy     | Mykoła Awiłow (SUN) | 8466 (8454) | Monachium, RFN      | 07-08.09.1972 |
| Rekord mistrzostw | Joachim Kirst (GDR) | 8188 (8196) | Helsinki, Finlandia | 11-12.08.1971 |

## Wyniki
| Poz. | Zawodnik             | Punkty      | 100     | W dal    | Kula    | Wzwyż  | 400     | 110 ppł   | Dysk    | Tyczka | Oszczep | 1500   |
| ---- | -------------------- | ----------- | ------- | -------- | ------- | ------ | ------- | --------- | ------- | ------ | ------- | ------ |
| 1    | Ryszard Skowronek    | 8230 (8207) | 10,97 s | 7,49 m   | 13,10 m | 1,95 m | 47,90 s | 14,79 s   | 43,26 m | 5,10 m | 64,14 m | 4:30,9 |
| 2    | Yves Le Roy          | 8144 (8146) | 10,95 s | 7,72 m w | 13,37 m | 1,98 m | 48,41 s | 15,04 s w | 46,66 m | 4,65 m | 61,42 m | 4:35,5 |
| 3    | Guido Kratschmer     | 8198 (8132) | 10,83 s | 7,60 m w | 13,56 m | 2,01 m | 48,44 s | 14,29 w   | 42,10 m | 4,20 m | 63,58 m | 4:31,0 |
| 4    | Łeonid Łytwynenko    | 8083 (8122) | 11,14 s | 7,01 m w | 14,60 m | 1,89 m | 48,76 s | 14,64 s   | 45,20 m | 4,40 m | 65,10 m | 4:09,7 |
| 5    | Ryszard Katus        | 7895 (7920) | 11,14 s | 7,38 m w | 14,47 m | 1,92 m | 49,62 s | 14,54 s   | 43,06 m | 4,40 m | 65,10 m | 4:51,0 |
| 6    | Philipp Andres       | 7830 (7863) | 11,08 s | 7,08 m w | 11,98 m | 1,95 m | 47,37 s | 15,30 s   | 38,34 m | 4,60 m | 60,52 m | 4:13,2 |
| 7    | Sepp Zeilbauer       | 7725 (7792) | 11,19 s | 7,11 m w | 14,32 m | 2,04 m | 48,66 s | 14,82 s w | 41,74 m | 4,20 m | 53,78 m | 4:34,8 |
| 8    | Aleksandr Bliniajew  | 7722 (7742) | 11,46 s | 7,52 m   | 14,36 m | 1,95 m | 51,55 s | 15,63 s   | 47,94 m | 4,50 m | 61,12 m | 4:44,8 |
| 9    | Eberhard Stroot      | 7641 (7704) | 11,12 s | 7,19 m   | 13,12 m | 1,92 m | 47,76 s | 15,10 s   | 40,50 m | 4,10 m | 58,42 m | 4:25,2 |
| 10   | Régis Ghesquière     | 7538 (7591) | 11,68 s | 7,21 m   | 13,79 m | 1,92 m | 49,79 s | 15,08 s   | 40,52 m | 4,10 m | 61,16 m | 4:44,8 |
| 11   | Edward Kozakiewicz   | 7494 (7522) | 11,35 s | 7,11 m   | 12,24 m | 1,89 m | 49,75 s | 15,86 s   | 37,68 m | 5,00 m | 56,98 m | 4:29,5 |
| 12   | Jean-Pierre Schoebel | 7428 (7486) | 11,26 s | 6,90 m w | 13,42 m | 1,83 m | 50,20 s | 15,44 s   | 38,96 m | 4,40 m | 62,82 m | 4:32,0 |
| 13   | Luděk Pernica        | 7294 (7456) | 11,45 s | 6,81 m w | 13,30 m | 1,95 m | 50,53 s | 15,26 s   | 38,06 m | 4,50 m | 53,86 m | 4:26,6 |
| 14   | Heikki Kyösola       | 7315 (7384) | 11,17 s | 7,09 m w | 12,13 m | 1,98 m | 50,38 s | 16,46 s   | 36,20 m | 4,10 m | 64,84 m | 4:31,4 |
| 15   | Rafael Cano          | 6951 (7024) | 11,38 s | 6,79 m   | 11,24 m | 1,89 m | 49,57 s | 15,49 s w | 33,58 m | 4,20 m | 54,34 m | 4:43,8 |
| 16   | Roger Lespagnard     | 6812 (6937) | 11,14 s | 7,12 m   | 12,78 m | 1,86 m | 49,43 s | 16,17 s   | 37,66 m | 3,80 m | 44,18 m | 4:56,6 |
| –    | Raimo Pihl           | DNF         | 11,01 s | 7,15 m   | 14,85 m | 1,89 m | 49,75 s | 16,12 s   | 42,22 m | –      | –       | –      |
| –    | Vasile Bogdan        | DNF         | 11,27 s | 7,10 m   | 13,92 m | 1,86 m | 49,58 s | 28,90 s   | –       | –      | –       | –      |
| –    | Stefan Hallgrimsson  | DNF         | 11,64 s | 6,59 m   | 13,65 m | 1,83 m | 50,09 s | 22,28 s   | –       | –      | –       | –      |
| –    | Runald Bäckman       | DNF         | 10,96 s | 7,16 m w | 13,14 m | 1,86 m | –       | –         | –       | –      | –       | –      |
| –    | Heinz Born           | DNF         | 11,29 s | 7,31 m w | 12,92 m | 1,98 m | –       | –         | –       | –      | –       | –      |
| –    | Rudolf Zigert        | DNF         | 11,17 s | 7,02 m   | 16,14 m | –      | –       | –         | –       | –      | –       | –      |
| –    | Lennart Hedmark      | DNF         | 11,41 s | 7,13 m   | 15,30 m | –      | –       | –         | –       | –      | –       | –      |
| –    | Mauro Bettella       | DNF         | DNF     | –        | –       | –      | –       | –         | –       | –      | –       | –      |